# Bjäresjöstenen 2
Bjäresjöstenen 2 är en runsten i granit (DR 288), funnen i Bjäresjö, Skåne. Stenen är ristad på en sida. Den stod i ett stengärde i Bjäresjö när Skonvig avbildade den 1627. På 1800-talet flyttades den till Marsvinsholms park, och skänktes till Lunds universitets historiska museum 1913. Idag är runstenen placerad utanför Kulturen i Lund.
En translitterering av inskriften lyder:
× oaki × sati × stain × þansi × aftiR × ulf × bruþur × sin × harþa × kuþan × trak ×
Transkribering till normaliserad fornvästnordiska:
Áki setti stein þenna eptir Ulf, bróður sinn, harða góðan dreng.
Översättning till modern svenska:
Åke satte denna sten efter Ulf, sin broder, en god man.